# ルネサスエレクトロニクス
ルネサスエレクトロニクス株式会社（英: Renesas Electronics Corporation）は、東京都江東区豊洲に本社を置く半導体メーカー。三菱電機および日立製作所から分社化していたルネサス テクノロジと、NECから分社化していたNECエレクトロニクスの経営統合によって、2010年4月に設立された。社名の『Renesas』は、あらゆるシステムに組み込まれることで世の中の先進化を実現していく真の半導体のメーカー（「Renaissance Semiconductor for Advanced Solutions」）を標榜して名付けられた。
日経平均株価およびTOPIX Large70、JPX日経インデックス400の構成銘柄の一つ。

## 概要

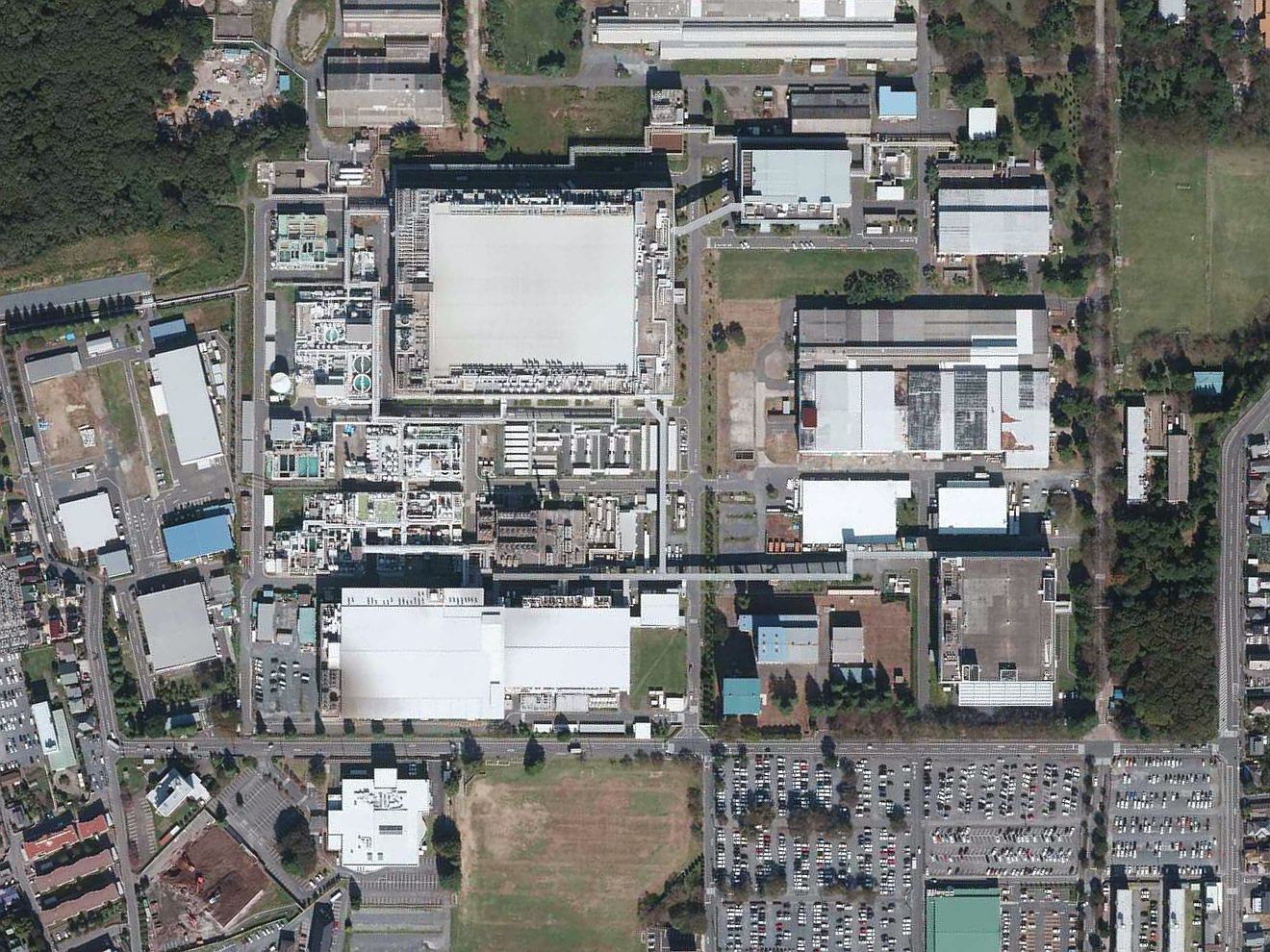
ルネサスの主力工場である那珂事業所（2012年、国土地理院撮影）。中央の四角い棟が、2021年時点でロジック向け日本国内最先端の40nmプロセスを抱えるN3棟である

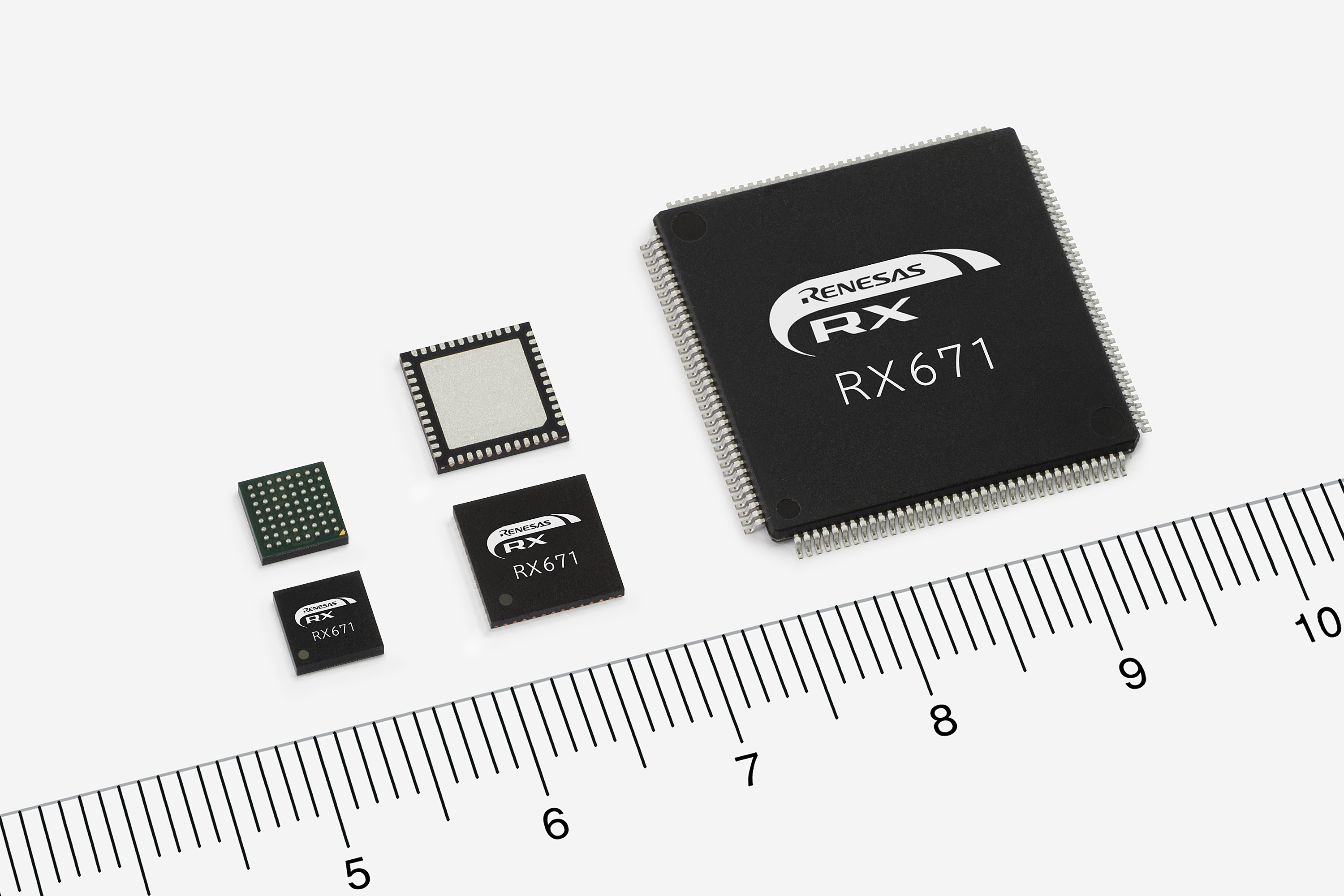
ルネサスのRXマイコン。ルネサスのマイコンは、身近な家電や産業機器にいくつも搭載されている。

"To Make Our Lives Easier"を目的 (Purpose) として、半導体ソリューションを通じて全てのステークホルダーの暮らしを楽 (ラク) に、そして持続可能な社会を実現することを目指す。また、全従業員の行動指針であるRenesas Culture (Transparent、Agile、Global、Innovative、Entrepreneurial) のもと、新たにルネサスグループに加わった企業とともに、グローバルな組織を形成している。
日本、中国、東南アジア、米国に12の自社生産拠点を所有。日本国内には、前工程を担う5工場（那珂、川尻、西条、高崎、甲府）と、後工程を担う3工場（米沢、大分、錦）を抱え、特に那珂工場ではロジック向けとしては国内最先端である40nmプロセスのLSIを製造している。ただし、必要最小限の製造能力のみを維持するファブライトの方針のため、28nmプロセス以降の製品は外部のファウンダリ（主に台湾のTSMC）に生産委託しているほか、自社工場で賄える40nmプロセス以前の製品においても、外部製造の比率を高めている。
2023年における半導体企業売上高ランキングで16位。日本国内では2位の売上である（2024年時点）。車載MCU市場シェアランキングではインフィニオン・テクノロジーズに続く2位であり（2024年時点）、MCU市場全体のシェアランキングではNXPセミコンダクターズ、インフィニオン・テクノロジーズに続く3位である（2024年時点）。

### グローバル化と「車載専業メーカー」からの脱却による成長戦略
2000年代後半から2010年代前半まで毎年1000億円規模の赤字を出しており、経営悪化の末、2013年に日本政府系の投資会社である産業革新機構の傘下となり、事実上国有化された。この当時、日立製作所が半導体部門と同様の経緯で2000年代に切り離したディスプレイ部門を源流とするジャパンディスプレイとともに、官製再編「日の丸」企業の失敗例とみなされていたが、抜本的な構造改革（固定費削減、拠点統廃合）を断行したことで2014年に黒字化し、2021年現在まで順調な経営を維持している。
ルネサスは2010年代後半以降、ルネサスと同業でありながら遥かに収益力の高いテキサス・インスツルメンツを目標として、非車載向け（特にアナログ半導体）を強化しつつ特定の製品や顧客への依存度を下げる戦略を取っており、インターシル、IDT、ダイアログ・セミコンダクターといった海外半導体メーカーを買収して産業・インフラ・IoT向け製品事業を強化しているほか、マヒンドラや中国第一汽車集団といった海外自動車メーカーとの協業を進めている。2021年にはR&Dの人員構成において海外の人員が過半数を占めることとなり、同年第2四半期には産業IoT用の売り上げが車載用を上回った。
2023年11月14日、産業革新機構の後継会社であるINCJは保有株式の全てを売却したと発表した。

## 自動車業界との関係
日本だけでなく世界中の自動車メーカーにルネサスの製品が使われているが、特にトヨタグループと強い関係がある。産業ピラミッドの頂点であるトヨタ自動車とそのティア1（1次下請け）であるデンソーがルネサスの株主となっている。
また、震災によりルネサスからのマイコンの供給が滞った際、トヨタの工場が停止する事象も起きている。この理由として、トヨタは在庫を持たない「ジャストインタイム」方式を取っている、ティア1でサプライヤーを分散させてもティア2・ティア3がほぼ同じサプライヤーから調達している「たる型」の下請け構造となっている、コストの問題から「分散生産」をせずにパーツを特定の工場で製造している、などが挙げられている。トヨタは特定のサプライヤー（デンソーとアイシン精機）への依存を避けるため、2000年代以降に下請けを分散させる方針を取っていたが、2011年の東日本大震災で那珂工場が被災した際、ほぼすべてのサプライヤーが2次下請けであるルネサスの那珂工場からECUを調達していたことが判明し、問題となった。これは2016年時点でも解消されておらず、2016年に熊本地震で川尻工場が被災したために再びトヨタの工場が休止した。ただし、海外でも「Kanban」として知られるトヨタ生産方式は世界の自動車業界の標準であり、ルネサスと日本の自動車業界だけが特殊というわけではない。2020年から2021年にかけてのコロナ禍における半導体不足の状況下で、2021年2月にNXPとインフィニオンのオースティン工場がテキサス寒波による停電で停止し、同年3月にルネサス那珂工場が火災で停止した際は、世界のほぼ全ての自動車工場が稼働を停止した。
ルネサスの工場が停止するとトヨタや他の自動車メーカーのみならず日本国の経済にも影響を与えるため、ルネサスの工場が停止した際はトヨタグループや日産、ホンダなどの自動車業界だけでなく、ルネサスに半導体露光装置を納品しているキヤノンやルネサスの母体である三菱電機、日立、NECなどが支援に動く。2011年の東日本大震災時には、自動車関連の完成車メーカー、部品メーカー各社が加盟する日本自動車工業会（自工会）主導で復旧支援にあたることとなった。そして、母体三社にも支援してもらうべく、トヨタはNEC、日産は日立、ホンダは三菱電機と分担して支援要請を行い、三社の支援をこぎつけた。また、壊滅的な被害を受けた半導体露光装置は新規に製造する時間もないことから修理で対応するしかなく、製造元のキヤノンの支援が不可欠だったが、キヤノン自体も被災しており支援する余力は少なかった。しかし、そのような状態でもキヤノンは支援要請に応じ、ベテランの技術者を派遣し早期復旧に貢献した。この結果、那珂工場は3か月という驚異の速さで復旧した。
このような支援体制は以後もたびたび見られ、2016年の熊本地震で機材が損壊した川尻工場は1週間で復旧した。2021年2月の福島県沖地震で停止し、同年3月に火災で再び停止した那珂工場の復旧には経済産業省からも支援が入り、24時間体制で復旧に当たったことにより、火災で真っ黒になったクリーンルームが1か月で復旧した。この際、ルネサス社長兼CEOの柴田英利は「通常では考えられないような奇跡的な支援を受けて、予定よりも早く生産を再開できた」と述べている。2021年に那珂工場が出火した後の復旧に関する日経の調査によると、ルネサスが本社を構える東京都江東区から那珂工場に派遣された応援よりも、愛知県豊田市（トヨタ）、神奈川県厚木市（日産）、大阪府池田市（ダイハツ）から派遣された応援の方が多く、特に愛知県からは圧倒的な人員が投入された。これがそのまま2021年時点のルネサスの、自動車メーカー各社のサプライチェーン（供給網）への影響力の甚大さを表しているとしている。

### 関係性の深さによる問題点
震災時などの緊急時にはプラスに働く自動車業界との緊密性だが、トヨタを筆頭に自動車メーカーの意向が働きすぎるという問題点も指摘されている。例には以下のようなものがある。
- 2012年にルネサスが経営危機に陥った際、アメリカの投資ファンドであるKKRによる買収が検討された。この買収はルネサスの出資要請にKKRが応じた形の双方合意によるものであったが、経済産業省が待ったをかけ、政府系ファンドである産業革新機構が議決権ベースで株式69％を取得して事実上の国有化、他にもトヨタなど国内企業8社が出資を行った。これは、ルネサスが自動車の核心部品であるマイコンの国内市場で5割を超える圧倒的なシェアを保持していたことから、外資傘下に入ることで、日本企業の製品の心臓部に関わる情報の流出を恐れた経産省と、マイコンの安定的な供給がされなくなるのではという国内自動車メーカーの警戒感によるものだった。この介入によってKKRとルネサスの買収は破談となり、KKRの創業者であるヘンリー・クラビスは「日本は投資環境として１０点満点中２～３点。アジアでも有望市場ととらえてきたが、『ある案件』を通じて、日本は閉鎖経済のままだと分かった」と述べ、当時のルネサス社長の赤尾泰は「こんな結果で申し訳ない。我々に主体性はないんですよ」とKKRの幹部に謝罪した[18]。
- 自動車メーカーはルネサスから相場よりも割安で部品を購入しており、これがルネサスの経営悪化につながったという指摘もある。産業革新機構主導による買収後にも、ルネサスの企業価値を高めるために部品を値上げして収益力の向上を目指したい産業革新機構と、できるだけ安く買いたいトヨタ側で対立があった[19]。
- 2015年に産業革新機構が保有株の売却を検討した際、国内メーカーを中心に打診して日本電産（現ニデック）が名乗りを上げた。しかし、「独ボッシュのような巨大な部品メーカーを目指す」と公言する日本電産永守氏がルネサスを手中に収めれば「力が強くなりすぎて半導体を安く安定的に買えなくなりかねない」との危機感からトヨタグループをはじめ株主の自動車各社が結束して介入、最終的には日産最高執行責任者（ＣＯＯ）を務めた経験のある産業革新機構の志賀会長が日本電産本社のある京都に出向いて正式に断った[20]。
- 東日本大震災時、復旧後の生産開始日の決定はルネサスが決定すべきことであるが、支援を行った自工会とのルネサスによる合意で決定するものとされた。

以上のように、ルネサスは自動車業界の意向で経営が左右されることが多く、たびたび問題となっている。しかし、近年では半導体不足の影響を受けて自動車メーカーが購買戦で敗北することも見られ、ルネサスとトヨタなどの完成車メーカーの「主従関係」に変化が見られ始めている。

## 前身

### ルネサス テクノロジ

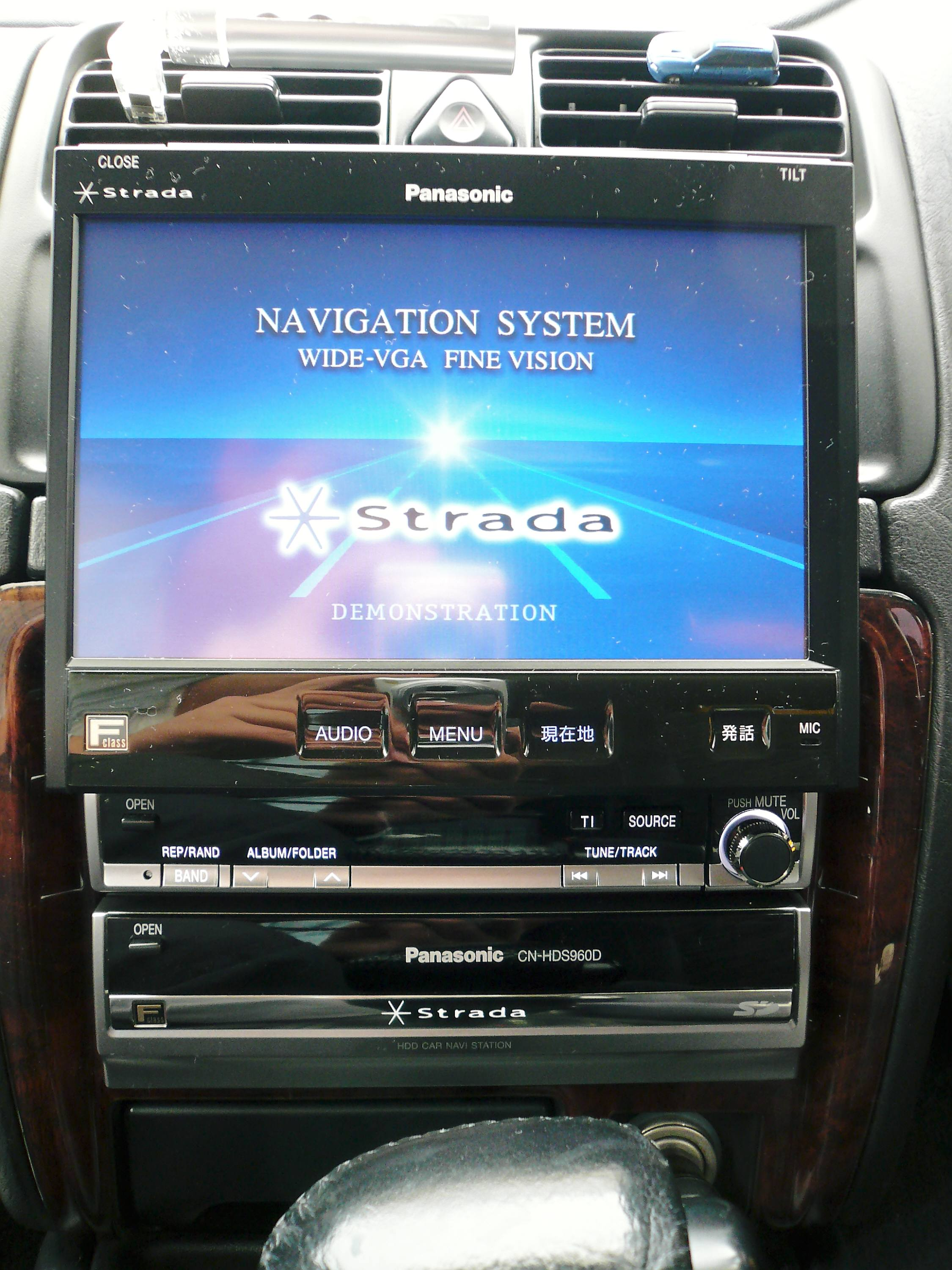
ルネサスのSH-Naviを採用したカーナビ、パナソニック「Strada」。スマホ時代の到来とともに国内携帯市場をも失い、最終的に車載情報機器（カーナビ）専用マイコンとなったSHマイコンだが、東日本大震災（2011年）による出荷停止がとどめとなり、車載用としてもARMコアに置き替えられてディスコンになった

1980年代後半のバブル時代には売上高7兆円を超える世界最大の電機メーカーだった日立製作所は、1990年代にはコンピュータと半導体に力を入れることによってバブル時代を上回る売上高を誇ったが、半導体市場は不安定で、1996年より半導体価格の下落によって業績が悪化し、1998年にはDRAM市況の悪化によってついに史上初の赤字に転落する。そのため、1999年には半導体メモリ部門を切り離し、NECのメモリ部門と統合させて「NEC日立メモリ（後のエルピーダメモリ、現・マイクロンジャパン）」を設立した。その後、2001年度に再び赤字に転落したため、2002年に再び半導体事業を再編。DRAM以外の半導体部門（システムLSI、マイコン、DRAM以外のメモリなど）も切り離し、規模で勝負するために三菱電機のマイコン部門と統合させ、新たな半導体会社を設立する協議を始めた。また同年、三菱のDRAM部門をエルピーダに統合した。
2003年4月に日立と三菱の半導体部門（電力制御用半導体を除く）を分社・統合し、ルネサス テクノロジが設立された。ルネサスが発足した2003年度の売上高は約79億ドル（約7000億円）となり、半導体売上高でそれまで国内1位であった東芝を上回って日本1位、世界半導体売上高ランキングではインテル・サムスンに次ぐ世界3位につけた。
2010年頃までのフィーチャーフォン（いわゆる「ガラケー」）時代は携帯電話用SoCの大手で、マルチメディア対応の高性能なアプリケーションプロセッサとして、ルネサスのSH-Mobileシリーズは少なくとも日本国内ではテキサス・インスツルメンツのOMAPと並ぶシェアがあった。2005年当時は、国内市場のみならず海外市場での採用が半数以上を占めており、SH-Mobileコンソーシアムの加盟企業は世界に200社を超え、2005年のSH-Mobileの出荷台数はドリームキャストの出荷台数を上回る1300万個に達した。後に「ガラパゴスケータイ」と呼ばれる日本国内の携帯（フィーチャーフォン）市場の最大手キャリアであるNTTドコモに資源を投入したルネサスは、2004年よりドコモと「SH-Mobile G」シリーズを共同開発し、2006年より携帯端末メーカー各社のドコモ向け製品に搭載された。SH-Mobile G1を採用したのはドコモ陣営の3社だけであったが、2007年には出荷台数が早くも1000万個を突破し、ドコモが展開していた3GサービスであるFOMA端末の50%を占める成功を収めた。
SHマイコンは車載情報機器向けでも大いに普及した。NECエレと統合された2010年当時、カーナビが車載SoCの主要な応用だったが、ルネサスが2005年より展開を開始したカーナビ向けSoC「SH-Navi」のシェアは国内で97％、海外で57％と圧倒的だった。
NECの半導体部門を統合する2010年までには、半導体を単に設計･製造するだけでなく、ソフトウェアを含めた本当の意味でのシステムソリューションを提供する企業へとシフトしていった。2006年より行われた、NTTドコモや複数の携帯電話製造会社との協業によるFOMA向けプラットフォームの供給開始はその最たる例の一つであった。ルネサスとNECエレの統合が開始される2009年当時、家電などデジタル民生向けのソリューションに強みがあったNECエレに対し、ルネサスは携帯電話や自動車向けのソリューションに強みがあった。
2000年代における経営は好調だったが、マイコンは安く買い叩かれるため、例えば2006年度の売上高は9,526億円、営業利益は235億円（売上高営業利益率2.47%）と、1兆円近い売上高に対してほとんど利益が出ていなかった。携帯と車載がルネサスの利益を支えていたが、2008年には世界同時不況（リーマン・ショック）もあって携帯電話向けと自動車向けが共に不調で、2009年3月期には赤字に転落。日立グループに1000億近い赤字をもたらしたため、抜本的な経営体質の強化を図ることになった。

### NECエレクトロニクス

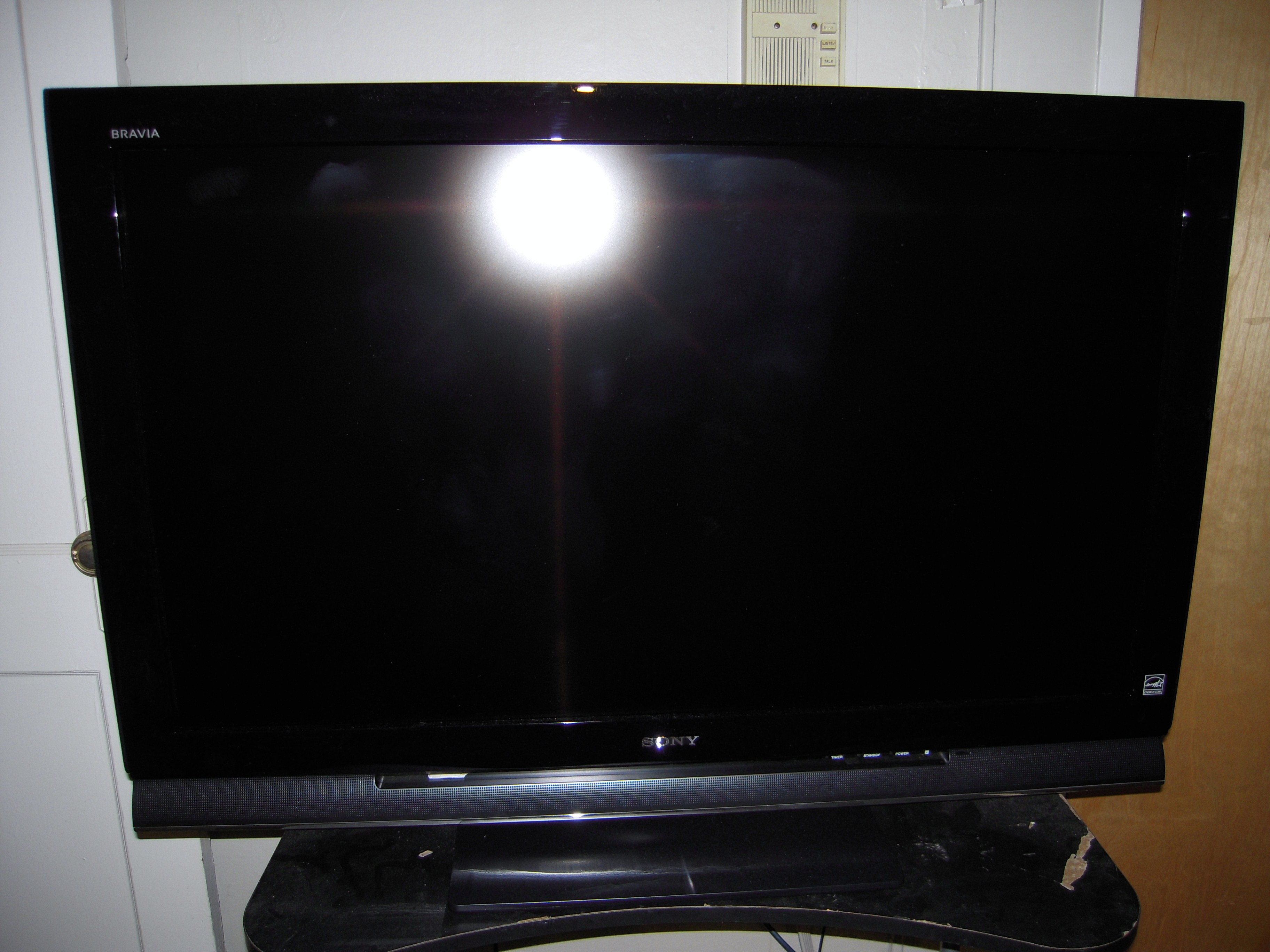
NECエレの「EMMA」プラットフォームを採用したテレビ、ソニー ブラビア（2005年発売開始）。「EMMA」はテレビのHD化と言う時代の流れに乗ってヒットしたが、NECエレの民生機器部門全体の苦境をカバーするには至らず

1980年代後半のバブル時代には売上高3兆円を超える世界最大の半導体メーカーだったNECは、1991年に半導体ランキングでインテルに抜かれた後も世界半導体ランキング2位をキープしており、1992年にDRAMランキングでサムスンに抜かれた後も世界DRAMランキング2位をキープしていたが、1998年にはDRAMランキングでHyundai（現・SKハイニックス）とマイクロンにも抜かれて4位となり、DRAM市況の悪化もあって半導体事業の再編を余儀なくされる。1999年には半導体メモリ部門を切り離し、日立のメモリ部門と統合させて「NEC日立メモリ（後のエルピーダメモリ、現・マイクロンメモリ ジャパン）」を設立した。しかしその後もNEC半導体部門の転落は止まらず、2001年度には半導体ランキング7位にまで転落したため、2002年に再び半導体事業を再編。DRAM以外の半導体部門（システムLSI、マイコン、DRAM以外のメモリなど）もNEC本体から切り離すことにした。
2002年11月にNECで半導体事業を手がけていた社内カンパニー（NECエレクトロンデバイスカンパニー）を分社・独立し、NECエレクトロニクスが設立された。NECの半導体部門であった時代より、伝統的にコンピュータ向け製品、汎用マイコンおよびASIC（特定用途向け専用LSI）に強く、2000年代においては自動車向けマイコンや、デジタル家電向けLSI等も主力とした。
NECはマイコンとして、1980年代よりIntel 8086互換のVシリーズを展開しており、特にV30は1980年代にNECのパソコンであるPC-9800シリーズに搭載され大ヒットした歴史がある。このV30を初めとする旧世代のVシリーズマイコンを置き換える形で、1990年代に旧世代のVシリーズとは互換性のない新世代マイコンであるV810ファミリ、V830ファミリ、V850ファミリ、VRファミリなどをリリースしていた。しかし、NECエレの設立前後よりPDA市場をARMアーキテクチャが席巻したため、日立製作所のSHマイコンともどもシェアを失った。一方V850シリーズは、最初期の組込用32ビットCPUとして日立製作所のSHマイコンと並ぶ成功を収めており、2000年代のNECエレ時代においても車載向けとして各社で採用される主力マイコンとなった。NECエレがほぼ全ての部門で経営の見通しが立たなくなりルネサスと統合することになった2009年3月期においても、車載・FA部門だけは唯一の成長分野であった。
1970年代にヒットしたTK-80（1976年）などのマイコンキットを初め、NECのパーソナルコンピュータ事業の源流となったのは同社のマイコン部門であり、NECエレ時代においてもコンピュータ向け製品に強みがあった。パソコンやサーバ向け製品、DVDドライブやプリンタ向け半導体、LCDドライバICなど幅広い分野にシェアがあった。NEC時代の1995年にはインテル社やMicrosoft社などとともにUSB規格策定団体USBインプリメンターズ・フォーラム（USB-IF）を設立しており、NECエレはUSB-IFの創設メンバーとして、インテル社とともにUSB1.0（1996年）からUSB3.0（2008年）にかけてのUSB規格の策定を主導した（2013年策定のUSB3.1 Type-C以降はインテル社とアップル社が主導）。2009年6月には世界初となるUSB 3.0ホストコントローラ「μPD720200」（V850がベース）の出荷を開始するなど、ロードマップに縛られるインテル社よりも新製品をリリースする動きが速く、NECエレはUSBホストコントローラーのリリースに先んじることで、自社製品を広く普及させると同時にUSB規格の普及にも貢献した。
NEC時代の1998年、MIPS系アーキテクチャであるVRシリーズをコアとするSoCの「EMMA（エマ）」をリリース。EMMAはセットトップボックス、デジタルテレビ、DVDレコーダーの3つの領域を1つのチップでカバーする製品で、リリース当初より世界各国のセットトップボックスで採用される成功をおさめ、NECエレ時代を通じて注力製品となった。アナログTV時代のVTR向けの3次元Y/C分離LSI等でも圧倒的なシェアを誇り、従来は複数のチップを必要とした3次元Y/C分離LSIを1チップ化した「μPD64083」を2001年にリリース。レコーダ向け組込LSI市場においては、2005年の時点でMPEG-2エンコーダで市場トップシェアの27%、レコーダ用のバックエンドLSIで20%と高い市場占有率を誇り、2005年には3次元Y/C分離回路やビデオデコーダなどハイビジョンレコーダに必要な全ての機能をEMMAに統合した「EMMA2R-FE」をリリース。「EMMA」プラットフォームの採用によって、10万円を切る低価格な製品もホームサーバー向けの高級機も両方とも実現できることをアピールした。VHS時代からDVD時代へ、SD画質時代からハイビジョン時代へと向かう時代の流れの中、NECエレの「EMMA」プラットフォームは、ソニーが2005年に発売したデジタルハイビジョンテレビの「BRAVIA」などで採用され、2000年代後半におけるデジタル家電向けSoCとしてはパナソニックの「UniPhier」プラットフォームと並ぶ成功を収めた。ただしNECエレの民生機器部門は、ルネサスと統合する2009年までに白物家電やデジカメ向け半導体などが落ち込んできており、EMMA（とWii）の成功は民生機器部門全体の苦境をカバーするほどではなく、2011年の「地デジ」特需の終了後、「EMMA」は「UniPhier」同様に開発終了となった。
ゲーム機用LSIも生産しており、NEC鶴岡工場（山形日本電気）では任天堂ゲームキューブ、任天堂WiiやマイクロソフトXbox 360等のシステムLSIを製造していた。もともとNEC時代よりPCエンジン（1987年発売）やPC-FX（1994年発売）などのゲーム機の開発を行っており、1996年よりVideoLogic社（現・イマジネーションテクノロジー）のパートナーとしてグラフィックプロセッサのPowerVRを共同開発し、1996年には初代PowerVRプロセッサを搭載したPC向けグラフィックカードの「PC 3D Engine」を発売した。主力工場であったNEC熊本工場（現・ルネサス川尻工場）で量産されたPowerVR2チップは、セガドリームキャスト（1998年発売）などのゲーム機やNEC VideoLogic NEON250（1999年、PowerVR2）などのPC用グラフィックカードで採用された。なおドリームキャストの失敗に伴いNECはGPUの開発から撤退、2000年発表のPowerVR3ではSTマイクロがVideoLogic社の共同開発者となっている。
このように幅広い分野に強みがあったものの、発足直後の2005年から赤字に転落。MCU事業においては好調だったものの、SoC事業においては先端プロセスの開発費負担が重くのしかかり、大幅な赤字を計上していた。2007年度のみは任天堂Wiiの爆発的ヒットによって黒字となったものの、それ以外の年度は大幅な赤字を計上し、ルネサスと統合する2010年まで苦境が続いていた。
2009年当時のNECエレには、売上の規模が1兆円以上で売上高利益率が10%以上ないと生き残ることができないとの認識があり、ルネサスとの統合に舵を切った。

## 沿革
2000年代後半より、半導体市場の競争激化や新興国市場の台頭を受け、NECエレクトロニクスとルネサス テクノロジの業績はともに悪化。2009年3月期の業績は、NECエレクトロニクスが売上高5464億7000万円、営業損失683億5500万円の赤字、ルネサス テクノロジは売上高7027億3900万円、営業損失965億7300万円の赤字となっていた。そのため、両社は規模で勝負するために統合し、新たな半導体会社を設立する協議を2009年より始めた。
2010年4月にルネサス テクノロジはNECエレクトロニクスを存続会社として合併、同時にルネサス エレクトロニクスに商号を変更した。ルネサス エレクトロニクス自体はNEC、日立製作所、三菱電機それぞれの持分法適用対象会社となっていたが、日立製作所、三菱電機はそれぞれロックアップ後は株式を売却する意向を示した。
2010年7月29日、4月1日から数えて100日以内に新ルネサスの方針を具体化するというプロジェクト「100日プロジェクト」の成果を公表。「SoC事業」、「マイコン事業」、「アナログ&パワー事業」に力を入れることと、海外事業の強化を発表した。併せて一部事業の縮小・撤退、28nmプロセス以降の先端プロセス製品の量産を外部企業に委託することを発表。
2010年当時のルネサスのSoC事業は、産業用SoCを担当するSoC第一事業本部と、民生用SoCを担当するSoC第二事業本部に分かれており、それぞれ同程度の売り上げがあった。SoC第二事業本部においては、携帯電話事業（携帯電話機用SoC、携帯電話機用ハイパワーアンプ）、車載情報システム向けSoC、デジタルテレビ用セットトップボックス向けSoCの4つが主な事業であり、それぞれ同程度の売り上げがあった。
NECエレと統合した新生ルネサスは、携帯機器向けの「R-Mobile」、車載情報システム向けの「R-Car」とともに、ホームマルチメディア向けの「R-Home」を発表した。2011年に「R-Mobile」と「R-Car」の第1弾が発表されたが、2012年には民生用機器向けSoCプラットフォーム「R-Home」の第1弾である「R-Home S1」を発表。これで2012年当時の新生ルネサスにおいて、主要な3分野の全てにおいて具体的な製品が揃ったことになった。

### 40nm世代以降の先端プロセスの量産について外部委託を決定（2010年）
ルネサスは2010年まで世界最先端の半導体メーカーとして、トレセンティテクノロジーズ（UMCと日立の合弁会社、ラテン語で「300」を意味する「Trecenti」に由来）時代の2001年3月に、トレセンティが拠点を置く日立LSI製造本部N3棟（現・ルネサス那珂工場N3棟）において、世界初となる300mmウェハの量産に成功した実績を持つ。2008年には、当時半導体プロセス微細化の世界最先端だったパナソニックに1年遅れで45nm/40nm世代に到達し、鶴岡工場（ルネサス山形セミコンダクタ、現・ソニーセミコンダクタ山形テクノロジーセンター）において、High-κ絶縁体を用いた40nmプロセスによるシステムLSIの量産が開始された。2009年9月にはパナソニックとの共同開発により、ルネサス那珂工場に新設した300mmウェハ開発ラインにおいて、世界初となる32nmプロセスの開発ラインを稼働させた。
2009年時点で、ルネサス那珂工場において世界初となる32nmプロセスの量産化の目途もついていたが、2010年7月29日、「100日プロジェクト」の成果である2010年度～2012年度の中期計画として、32nm/28nm世代以降の投資負担が大きい最先端プロセスの量産を台湾TSMCと米GLOBALFOUNDRIESのファウンドリ大手2社に委託することを発表した。なお、ルネサスの32nmプロセスはパナソニックとの共同開発であることから、双方の生産拠点で量産が行われることとなっており、2010年にはパナソニック魚津工場（現・タワーパートナーズ セミコンダクター魚津工場）において世界初となる32nmプロセスの量産ラインが稼働し、パナソニックの家電用LSIである「UniPhier」の製造を開始した。しかし、パナソニックの地デジテレビやガラケーを中心とする家電統合プラットフォーム「UniPhier」構想はスマホ時代に対応できず、パナソニックの半導体部門は2009年以降に巨額の赤字を抱え、2014年にパナソニックは魚津工場をタワージャズに売却（その結果、魚津工場の32nmプロセスはタワーの45nmプロセスに置き換わり、ルネサス那珂工場の40nmプロセスが再び日本最先端となった）。

### フィーチャーフォン時代の終了とともに携帯市場から撤退（2011年）
2010年7月、ルネサスはノキアのワイヤレスモデム事業を買収した。2010年9月には、旧ルネサスのSH-Mobileに旧NECエレのEMMA-Mobileを組み込んだ汎用品向け（携帯型音楽プレーヤーやポータブルナビなど）の「R-Mobile A」と、SH-Mobileに旧ノキアのモデムを組み込んだ携帯電話（フィーチャーフォン）向けの「R-Mobile U」を発表し、従来の「SH-Mobile」シリーズに代わって2011年度よりこの2ライン体制で行くことを表明した（「R-Mobile A」と「R-Mobile U」は結局リリースされなかった）。また、2010年はスマホの普及率が1割を超えて「スマートフォン元年」との観測も出始めた時期であり、従来向け事業の強化のみならず伸長が著しいスマホ向けにも、ローコストなターンキープラットフォームを展開して欧州やアジア市場対応を強化することを表明した（ルネサスがフィーチャーフォン時代に行っていた、ルネサスが通信キャリアなどと共同開発したソリューションであるSH-Mobileプラットホームを採用すればどんなローカルメーカーでもすぐにマルチメディア対応の携帯電話を販売できるというシステムがスマホ時代でも通用すると想定されていた）。2010年当時のルネサスは、スマホやフィーチャーフォンなどのモバイル事業を車載と並ぶ中核事業と位置づけており、2010年12月に車載とモバイルを扱う「ルネサス モバイル」を設立した。2010年当時のルネサスにおいては、モバイルと車載で同じSHプロセッサを使うことが想定されていたことから同じ会社に統合されたが、スマホ向けではOSの動作にSH-4Aプロセッサはサポートされず、車載事業は2011年にルネサス本体に移された。
日本のドコモ向けの3G端末市場（ガラケー市場）では成功していたルネサスだが、海外市場ではそれほど成功しておらず、フィーチャーフォンの最盛期である2010年当時においても、世界の携帯電話業界におけるルネサス モバイルの市場シェアは3%だと見積もられていた。2010年当時、携帯電話用半導体業界では「Snapdragon」シリーズを展開するクアルコムが23%のシェアを占めており他を圧倒していたが、LTE市場はまだメーカーが乱立していて流動的だと見積もられており、特定の顧客から大型発注があれば情勢が変化する可能性もあった。そのため、ルネサス モバイルはLTE市場を端緒として、数年以内にクアルコムと肩を並べる見通しを立てた。
2011年、ルネサスはスマホ向けに進出するべく、スマホ・タブレット用のプロセッサの第1弾である「R-Mobile APE5R」を発表した。しかし、スマホでルネサス製SoCを採用する契約であった当時携帯電話最大手のノキアはスマホへの移行に失敗し、急速に経営が悪化したため、ルネサス製品を採用できなくなった。「R-Mobile APE5R」に「SP2531」などのモデムプラットフォームを組み合わせたモバイルプラットフォーム「MP5225」は、京セラの「HONEY BEE SoftBank 101K」や「DIGNO DUAL WX04K」などごくわずかの採用を得ただけで、ルネサスはスマホ市場に割り込めず、ルネサス モバイルは2012年末時点で450億円の赤字を計上した。2011年にはスマホの普及率が5割を超えるという急な時代の動きの中、2011年後半にスマホに初参入したほとんどの日本の携帯電話メーカーはクアルコムのSnapdragonを採用したが、それでもアップル内製のApple A5プロセッサを採用したiPhone 4Sに全くかなわず、大手通信業者が主導する「護送船団方式」のためにスマホ対応が遅れた日本の携帯メーカーにとどめを刺した。
2011年にはフィーチャーフォン用プロセッサ「SH-Mobile AG5」（1.2GHz）をリリース。2011年当時はスマホの普及が進む中、フィーチャーフォンの需要も根強いと考えるメーカーも存在し、「SH-Mobile AG5」はフィーチャーフォン向けプロセッサとして、スマホ用SoC並みの高速性を標榜していた。特に同プロセッサを採用したシャープ製「AQUOS SHOT SH-03D」（2011年発売）はタッチパネルを搭載するなどスマホ並みの高機能に加えて、日本人がこれまで慣れ親しんだドコモのサービス「iモード」も使える「全部入りケータイ」を標榜していたが、現実はスマホと言う時代の流れは抑えがたく、出遅れた国内メーカーも2011年以降はスマホ市場に参入し主軸を移したため、「SH-Mobile AG5」は「SH-Mobile」シリーズの最後の製品となった。
結局、2011年にルネサスは携帯電話の送信機などに使われるパワーアンプICの後工程を担当していた小諸工場（ルネサス東日本セミコンダクタ長野デバイス本部）とパワーアンプ事業を村田製作所に売却（現・小諸村田製作所）。「R-Mobile APE5R」に旧ノキアのベースバンドプロセッサを統合した次世代SoC「MP5232」（2012年第3四半期より量産予定）はリリースされることなく、2013年に残った資産をブロードコムに売却し、ルネサスは携帯事業から撤退した。

### 東日本大震災で工場が被災（2011年）
2011年3月に発生した東日本大震災で、8工場が操業を停止。製品・部品供給先の大手製造業を中心に影響が広がった。特にマイコンやカーナビゲーション用システムLSIの主力拠点の那珂工場（茨城県ひたちなか市）はルネサス最先端工場であるN3棟の壁が倒壊するなど大きな被害を受けたが、トヨタグループを中心とする自動車メーカーから大量の復旧部隊が送り込まれ、6月に入り生産再開した。再開までの間は別の工場での代替生産を行っていたが、9月中旬には那珂工場での生産を含めて供給ベースで震災前の水準に戻した。

### TSMCと提携し、生産の外部委託を進める（2012年）
半導体業界では巨額の設備投資に耐え切れず、生産を外部委託する動きが相次いでいたが、高い信頼性が求められる車載向けなどのマイコンでは、これまで生産の外部委託は難しいと考えられていた。しかし2011年3月の東日本大震災で那珂工場が被災した際、那珂工場でのみ製造されていた車載マイコン（カーナビ用のSH-Naviなど）の生産がストップして自動車メーカーの生産が停止するに至ったことによって「一社購買」の危険性が露呈し、自動車業界は車載マイコンを複数工場で生産する「マルチ生産」へと舵を切った。
2012年5月、ルネサスは次世代マイコンの製造で台湾の半導体受託製造世界最大手TSMC(台湾積体電路製造)との生産一部委託などの提携を発表した。那珂工場でのみ製造されていた旧世代カーナビ用SoCである「SH-Navi」に対し、次世代カーナビ用SoCである「R-Car」はTSMCで製造され、委託工場でのマルチ生産が可能となっている。
2012年7月、今後の経営方針として「海外市場および自動車・スマート社会分野への集中」と「強靭な収益構造の構築」を掲げると発表。利益の上がっているマイコン事業及びアナログ&パワー半導体事業に経営資源を集中させるとともに、鶴岡工場（山形県鶴岡市）など7拠点の譲渡等を検討する考えを示した。

### ゲーム機用MCUから撤退（2013年）
ルネサス鶴岡工場（旧・山形日本電気）は、2008年に300mmウエハ・40nmプロセスのラインを構築し、ロジック向けとしては日本最先端プロセスの工場となった。特に、DRAM混載（eDRAM）のシステムLSIを製造するゲーム機に適した高い技術を持っており、任天堂Wii、マイクロソフトXbox 360のGPUを製造していたほか、2012年発売のゲーム機・任天堂Wii Uにもルネサス鶴岡工場で製造されたLSI（IBM POWER CPUとAMD Radeon GPUを一体化したMCM）が搭載された。しかしWii Uは極度の不振であり、2013年4-6月期においては年間販売目標900万台の2％以下である16万台しか売れず、結果任天堂に依存する鶴岡工場は赤字を垂れ流していた。鶴岡工場は任天堂を出資者としてファウンダリとして独立する話もあったが、2013年に閉鎖され、2014年に競合機であるPlayStation 3の半導体チップを製造するソニーセミコンダクタに売却された。

### 車載以外の全ての民生用SoCから撤退（2013年）
「R-Car」はARMをコアとする旧NECエレの車載向けSoC「EMMA Car」を引き継いだものである。2011年当時のルネサスの車載SoC事業は、SHマイコンをコアとする旧ルネサスの「SH-Navi」が過半を占めており、市場シェアは国内で97％、海外で57％と圧倒的であったが、新生ルネサスの次世代車載SoCにおいては、このSH-Naviを打ち切ってEMMAをベースにするという、思い切った事業判断を行った。1990年代後半から2000年代にかけて栄華を誇ったSHマイコンは、2011年時点においてはもはや車載でしか使われておらず、スマートフォンやデジタル家電などの民生用機器とリソースを共有するために、ARM（Cortex-A9）の搭載はもはや必須事項となっていた。またSHマイコンは那珂工場でしか製造できないことから、2011年3月の東日本大震災で那珂工場が被災した際に車載SoCが供給できなくなったのに対し、R-CarはTSMCでの委託製造ができるため、複数の工場で生産する「マルチファブネットワーク」を構築できるという利点もあった。この判断は成功し、ルネサスの車載LSIの世界シェアは2014年時点で7割に達し、2014年には先進運転支援システム（ADAS）対応R-Carの第1世代である「R-Car V2H」をリリースすることができた。
「R-Home」も、NECエレのデジタル家電向けLSI「EMMA」を引き継いだものであるが、アーキテクチャは「MIPS32 4KE」から「Cortex-A9」に変更されている。世界初となるデジタル放送受信用のSTB向けSoCとしてNEC時代の1998年に発売された「EMMA」は、DVD・ブルーレイプレーヤー、レコーダー、デジタルテレビなどの機能を1チップで実現するSoCとして非常に広範囲に採用され、2011年2月には累計で1億個を超えるほど普及したが、ルネサス時代の2011年に発売された「EMMA3SE/P」を最後に「R-Home S1」にバトンタッチされた。2012年に発売された「R-Home S1」も、デジタルテレビや家庭用マルチメディアサーバ用として、EMMA時代と同じ月産100万個程度を想定していたが、「R-Home S1」は全く採用例が無く、2013年までに事実上消滅した。
こうしてルネサスは、携帯向けSoCと家電向けSoCから撤退した。また、産業革新機構の傘下となる2013年までに、車載を除くすべての民生用SoCから撤退した。

### 経営悪化の末、産業革新機構の傘下に（2013年）
2000年代においては旧ルネサスとNECエレを合わせて毎年数千億円規模の赤字を計上（例えば2010年3月期の売上高は1兆1700億円に対して1378億円の赤字）。2010年にはNECエレとの統合により、売り上げ1兆円を超える世界最大のマイコンメーカーとなったが、やはり経営状態は良くなかった。
2011年3月期には統合時の公約通り営業黒字を達成したが（なお純利益は1150億2300万円の損失）、2011年3月には東日本大震災で主力の那珂工場が被災したことと、この頃よりスマホの普及で国内携帯電話機（ガラケー）向けチップが不振となり始めたこともあり、経営の見通しが立たなくなった。
2010年の設立時、ルネサスの母体であった日立・三菱・NECの3社から2063億円の支援を受けていたが、2012年10月には合理化資金として日立・三菱・NECの大株主3社と取引銀行からさらに計970億円を調達した。それでも経営の見通しは立たず、外資のコールバーグ・クラビス・ロバーツ（KKR、オランダのフィリップスが2006年に経営悪化で切り離したマイコン部門をNXPセミコンダクターズとして立て直した実績がある）への売却の話も浮上したが、ルネサスが外資に買収されることで車載マイコンの安定供給に支障をきたしかねないと感じたトヨタなどが猛反発し、経済産業省に働きかけた結果、「日の丸半導体を守れ」の掛け声の下、ルネサスは2013年に国策投資会社である産業革新機構の傘下となり、産業革新機構・トヨタ自動車・日産自動車など9社で構成される官民連合から1500億円の支援と引き換えに、事実上国有化された。
その結果、産業革新機構が持株比率69.16%の筆頭株主となり、ルネサスの母体であるNEC・日立製作所・三菱電機の持株比率はいずれも6 - 9%に低下し主要株主でなくなった。

### 抜本的な構造改革の断行で、発足以来初の黒字化（2014年）
産革の傘下となったルネサスは、2013年10月に「ルネサスを変革する」と題する文書を発表。営業利益率2桁を達成し、確実に収益をあげる企業体質を目指して、各種構造改革から成る「変革プラン」を発表した。自動車メーカーが株主となったことに対して不安視する声が当初はあったものの、産革から送り込まれた作田久男社長（オムロン元会長）の下、抜本的な構造改革（固定費削減、拠点統廃合）が遂行され、2014年3月期にルネサス エレクトロニクス発足以来初めて黒字化した。
日本製の半導体が世界シェア5割を超える最盛期だった1980年代後半に世界シェア1位・2位・3位であったNEC・三菱・日立の3社は、1991年1月にNHKで放送された『電子立国日本の自叙伝』第1回でも電子立国日本の象徴として取り上げられた三菱電機西条工場（現・ルネサス西条工場、操業を開始した1984年当時はファクトリー・オートメーションの到達点とされた「全自動化ファブ」）を筆頭として、数百億円規模の当時の最先端ファブを日本国内にいくつも建設したが、元々はメモリ向けだったその設備を法定耐用年数の5年を過ぎたあたりでマイコン・ASICの生産に転用しており、ルネサス統合後の2010年時点でもそのまま継続して運営していた。そのため、2010年当時のルネサスは世界のマイコンメーカーの中でも特に、1980年代から1990年代にかけて稼働したレガシー工場を多く抱えているのが特徴だったが、採算性の悪化から、150mmウェハ以下のライン・350nmプロセス以前のラインは全て閉鎖し、損益分岐点を下げるために工場もほとんど売却または閉鎖し、前工程は那珂工場（旧日立）と川尻工場（旧NEC）と西条工場（旧三菱）、後工程は米沢工場（旧日立米沢電子）と大分工場（旧NEC SKY）に機能を集約する方針を2013年に示した。
そのため2021年時点では、150mmウェハ以下の工場の生産能力ランキングでは世界TOP10にも顔を出しておらず、国内メーカーとしてもローム/ラピスセミコンダクタ（旧・OKI）や東芝デバイス&ストレージ（TOSHIBA）の方がレガシー工場を多く抱えている。

### 海外企業のM&Aによる成長戦略（2016年 -）
2015年4月、構造改革に一定のめどがついたことから作田会長兼CEOは退任し、遠藤隆雄（元オラクル社長）がルネサスCEOとなったが、ルネサス株のロックアップ解除を目前にして、インフィニオンとの提携を進めようとする遠藤CEOの方針に自動車業界が難色を示し、志賀俊之（元日産COO、日産生え抜き）がトップを務める産革との対立もあって半年（遠藤CEOがインフィニオンとの提携を口にした4日後）で退任。ルネサス生え抜きの鶴丸哲哉社長（元・那珂工場長）が暫定的にCEOを兼任した後、2016年6月、カルソニックカンセイ（日産系の自動車部品メーカー。現・マレリ）や日本電産などで長く車載畑を歩んだ呉文精が代表取締役社長兼CEOに就任した。
呉CEOのもと、2016年より成長戦略に舵を切り、同年9月には米アナログ半導体大手インターシルの買収を発表した。また同年11月には、中期成長戦略を発表。2017年2月、インターシルの買収を完了し、完全子会社化する。
インターシルに続き、アナログ半導体強化戦略の一環として、2018年9月には米Integrated Device Technology, Inc. (IDT) の買収を発表する。2019年3月、IDTの買収を完了し、完全子会社化。
2017年にはインドのEV大手のマヒンドラと提携、2020年には中国第一汽車集団の紅旗向けのインテリジェント運転開発プラットフォームを開発するため、一汽集団とともに吉林省長春市にインテリジェント運転開発プラットフォーム共同研究所を設立するなど、CASE（コネクテッド・自動運転。シェアリング・電動化）に対応するためのグローバル化を進めた。
2社を合計して1兆円を超える巨額のM&Aを行ったことに対して「シナジー効果は期待できない」など内外からの批判も多く、2018年より株価が低迷。さらに2019年、ルネサスの業績悪化を受け、産革の方針により呉CEOは退任。後任として、ユニキャリア（日立と日産のフォークリフト事業を統合した企業）を設立するなどフォークリフト業界再編に功績を挙げた産革出身の柴田英利がCEOに就任。
柴田CEO体制においてはさらなる巨額のM&Aに踏み込み、2021年には約49億ユーロ（約6157億円）をかけてダイアログ社を買収。

### コロナ禍の中で那珂工場が出火するも過去最高益（2021年 -）
2021年2月、福島県沖で地震が発生し、ルネサスの主力である那珂工場が被災し停止した。さらにその復旧直後となる3月、那珂工場N3棟2階のメッキ装置が出火し、製造設備の2%が焼損する大きな被害を受け、那珂工場が再び停止した。
那珂工場N3棟では、2001年に稼働したトレセンティ時代のラインを2021年当時まで使い続けており、既に生産されていない非常に古い装置が多く、生産再開に必要となる中古装置の確保が問題となったが、中古装置の確保に自動車メーカーを中心とする日本の産業界が尽力したこともあり、約1か月後となる4月に生産を再開し、3か月後となる6月には生産水準が100%に回復した。
ルネサスは2020年より続くコロナ禍における「巣ごもり需要」によるゲーム・パソコンを中心とする半導体需要の増加と、それに伴って2020年夏以降に顕在化した車載半導体不足を契機として、2021年1月には車載マイコンの値上げに踏み切っており、火災の影響はあっても第1四半期業績は増収増益となった。ルネサスは出荷停止による受注残高の増加を契機として、これまでジャストインタイム（「メーカーは在庫を持たないので、メーカーが発注したら下請けは数時間から数日以内に納入しろ」と言うシステム）を要求して来た自動車メーカーに対して「半年前の確定受注」を申し渡した。
消火設備の拡充などの災害対策を含めて2021年に800億円規模の設備投資を行うことを2021年9月に発表。
2021年度は車載マイコンの主力工場である那珂工場が一時停止したものの、那珂工場の停止が引き起こしたさらなる半導体不足によって車載半導体の需要が増大したことにより、車載マイコンの売り上げ自体は大幅に上がった。また、産業・インフラ・IoT向けに強みを持つ英ダイアログ社を買収したこともあり、非車載向けマイコンの売り上げも好調だったため、2021年度の売上高は前年比38％増の9944億円、純利益は2.8倍の1272億円と、「焼け太り」とも評される驚異的な成長率となり、過去最高の業績となった。また、日本半導体ランキング2位、世界半導体ランキング15位となり、日本半導体ランキング3位（世界ランキングはランク外）となったソニーセミコンを抜き返した。
2022年5月、パワー半導体生産ラインの生産能力を増強するため、2014年10月に閉鎖した山梨県甲斐市の旧ルネサス甲府セミコンダクタ工場に900億円を投じ2024年にも再稼働することを発表、2024年4月11日にルネサスセミコンダクタ マニュファクチュアリング甲府工場として10年ぶりに稼働を再開した。
2023年11月14日、産業革新機構の後継会社であるINCJは保有株式の全てを売却したと発表した。

## 年表

### NECエレクトロニクス
- 2002年
  - 5月16日 - 日本電気（NEC）が半導体部門の分社化を発表。
    - ITバブル崩壊などで業績が低迷したNECは、西垣浩司社長の下で家電分野の撤退など不採算事業のリストラを敢行。半導体部門の中でも特に市場変化の激しい汎用DRAM事業はエルピーダメモリとして先に分社化していたが、それでも巨額な半導体設備に対して、NECとして今後更に機動的に運営・投資をしていく事は不可能と判断し、分社化して単独での資金調達を行う方針とした。

  - 11月1日 - 分社型会社分割により、NECを分社化してNECエレクトロニクスを設立。初代社長に戸坂馨カンパニー社長が就任。
- 2003年
  - 7月24日 - 東京証券取引所第一部へ上場。設立から9か月という、会社分割による新設会社の東証一部直接上場としては異例の速さであった。
- 11月6日 - 同社初となる300mmウェハーラインを、NEC山形本社工場（2020年現在はソニーに買収され、同社のCMOSイメージセンサ製造工場）内に構築すると発表。
- 2004年
  - 4月5日 - NEC山形に300mmウェハーラインの新工場建設を発表。既存300mmラインとあわせて最大生産能力を月産2万枚へ引き上げた。
  - 7月1日 - 生産事業部門を分社分割し、NECファブサーブ設立。
- 2005年
  - 10月26日 - 経営不振の責任をとり、戸坂社長が辞任。後任として中島俊雄常務が社長に就任。
- 2007年
  - 11月28日 - 生産拠点の集約・再編計画を発表。
- 2008年
  - 2月15日 - 連結子会社も含めた早期希望退職者優遇制度の導入を発表。2月末までに685人の応募があった。
- 2009年
  - 4月27日 - ルネサステクノロジと2010年4月を目処に事業統合する方向で協議を開始することで合意[82]。
  - 6月25日 - 三代目社長に山口純史が就任。

### ルネサス テクノロジ
- 2002年
  - 3月18日 - 日立製作所と三菱電機との間でシステムLSIなどの事業を分社・統合する方針で基本合意[83]。
  - 10月3日 - 新会社の承継事業などの内容がほぼ決定し、社名を「ルネサス テクノロジ（Renesas Technology Corp.）」とすることを正式発表[84]。
- 2003年
  - 4月1日 - 日立製作所と三菱電機からそれぞれの半導体事業（一部を除く）を分社・承継する新会社として分社型共同新設分割により設立。資本金500億円（日立55%、三菱45%）。本社を丸ビル（東京都千代田区丸の内二丁目4番1号）とする。ブランドステートメント「Everywhere you imagine」を制定。初代会長に長澤紘一、初代社長に伊藤達が就任。
- 2006年
  - 4月1日 - 二代目会長に伊藤達、二代目社長に塚本克博が就任。
- 2007年
  - 8月10日 - 本社を日本ビル（千代田区大手町二丁目6番2号）に移転。
- 2009年
  - 4月1日 - 三代目会長に塚本克博、三代目社長に赤尾泰が就任。

### ルネサス エレクトロニクス
- 2009年
  - 9月16日 - NECエレクトロニクス、ルネサステクノロジ、日本電気、日立製作所、三菱電機はNECエレクトロニクスとルネサステクノロジの統合基本契約を締結した。存続会社はNECエレクトロニクスで、ルネサステクノロジを吸収合併し、新商号をルネサスエレクトロニクスとする。ルネサスエレクトロニクスの初代会長に山口純史、初代社長に赤尾泰が就任。ロゴマークはルネサステクノロジのロゴマークのカラーを赤から青に変更したものを使用する[85]。
- 2010年
  - 4月1日 - NECエレクトロニクスとルネサス テクノロジの統合新会社として設立。本社を日本ビルとする。
  - 7月29日 - グループ全体で約5万人いる従業員のうち約4千人を削減すると発表。外部への生産委託を増やし、国内工場の閉鎖も検討する。40nmプロセスの生産は山形および那珂の300mmラインで生産を継続し、それ以降の微細化開発と量産を凍結することを発表。32nm、28nm世代以降の先端プロセス品の量産は台湾TSMCと、米GLOBALFOUNDRIESに全面委託し、次世代プロセスの研究開発は米IBMとの共同研究で一本化するとされる。
  - 12月1日 - ノキアのワイヤレスモデム事業部門とルネサスエレクトロニクスのモバイルマルチメディア事業部門を、分社型吸収分割によって新設の100%子会社であるルネサスモバイルに承継して営業を開始。
- 2011年
  - 3月11日 - 東日本大震災で、8工場が操業停止に追い込まれる。製品・部品供給先の大手製造業を中心に大きな影響が広がった。
  - 6月28日 - 顧問に山口純史が就任。代表取締役会長は退任（空席）。
- 2012年
  - 3月1日 - パワーアンプ事業部門及びルネサス東日本セミコンダクタ長野デバイス本部（長野県小諸市）を村田製作所へ譲渡。それぞれ村田製作所モジュール事業本部通信システム商品事業部PA商品部、小諸村田製作所となる。
  - 7月1日 - ルネサス北日本セミコンダクタ津軽工場（青森県五所川原市）を富士電機へ譲渡、富士電機津軽セミコンダクタとなる。
  - 8月29日 - アメリカのタバコ・食品のコングロマリット・旧RJRグループ（RJRナビスコ）の買収・解体に深く関与したアメリカのプライベートエクイティ系大手投資ファンド・KKR（コールバーグ・クラビス・ロバーツ）がルネサスエレクトロニクスの新規株主発行の受け入れ（上位株主である母体の国内大手電機3社の連合と共同）に応じることで話を進めていると報道された。
  - 12月10日 - 2013年に産業革新機構・トヨタ自動車・日産自動車など9社を割当先とする1500億円の第三者割当増資を行うことを発表。
- 2013年
  - 1月1日 - 孫会社のルネサスハイコンポーネンツ（青森県北津軽郡鶴田町）をアオイ電子へ譲渡。同社子会社ハイコンポーネンツ青森となる[86]。
  - 2月22日 - 二代目代表取締役社長に鶴丸哲哉が就任。
  - 6月1日 - ルネサス北日本セミコンダクタ函館工場（北海道亀田郡七飯町）、ルネサス関西セミコンダクタ福井工場（福井県坂井市）、ルネサス九州セミコンダクタ熊本工場（熊本県菊池郡大津町）の事業及び北海電子（北海道二海郡八雲町）の半導体後工程製造支援事業をジェイデバイスに譲渡[注釈 2][87][88][89]。
  - 6月26日 - 代表取締役会長兼CEOに作田久男が就任[90]。
  - 9月30日 - 産業革新機構・トヨタ自動車・日産自動車など9社を割当先とする1500億円の第三者割当増資を実施、産業革新機構が筆頭株主となる。
- 2014年
  - 2月19日 - 国内に14ヵ所ある半導体工場を再編し2子会社に集約すること、それに伴う計1万人の転籍を発表[91][92]。
  - 3月31日 - ルネサス山形セミコンダクタ（山形県鶴岡市）の半導体製造施設および設備等を、ソニーの連結子会社であるソニーセミコンダクタに対し譲渡完了[93]。
  - 4月1日 - ルネサス北日本セミコンダクタ（子会社のルネサス柳井セミコンダクタ、羽黒電子、北海電子含む）、ルネサス山形セミコンダクタ、ルネサス那珂セミコンダクタ、ルネサスセミコンダクタエンジニアリング、ルネサス甲府セミコンダクタ、ルネサス九州セミコンダクタを吸収合併により解散するとともに、存続会社のルネサス関西セミコンダクタを「ルネサス セミコンダクタ マニュファクチュアリング」(前工程製造事業を担当)、ルネサスセミコンダクタ九州・山口を「ルネサス セミコンダクタ パッケージ&テスト ソリューションズ」（後工程製造事業を担当）に商号変更。ルネサスエレクトロニクス本体の製造部門も分割し、生産子会社2社に集約する[94]。
  - 8月7日 - ルネサスエレクトロニクスバドミントン部の再春館製薬所への譲渡を発表[95]。
  - 10月1日 - ルネサスモバイルを吸収合併。
  - 10月16日 - ルネサスエレクトロニクス高崎 女子ソフトボール部のビックカメラに対する移管を発表[96]。
- 2015年
  - 6月 - 元日本オラクル社長の遠藤隆雄が会長兼CEOに就任[97]。
  - 7月27日 - 本社を豊洲フォレシア（江東区豊洲三丁目2番24号）に移転。
  - 9月30日 - 資本金を減少させ100億円とする[98]。
  - 11月30日 - ルネサス セミコンダクタ マニュファクチュアリング株式会社の鶴岡工場（5インチライン）のTDKに対する譲渡の基本合意を発表[99][100]。
  - 12月1日 - ルネサス セミコンダクタ マニュファクチュアリング株式会社の高知工場について、2から3年後を目処とした閉鎖を発表[101][102]。
  - 12月25日 - 同日付で遠藤隆雄会長兼CEOが取締役に退き、鶴丸哲哉社長がCEOに就任[103][104]。
- 2016年
  - 4月28日 - ルネサス セミコンダクタ マニュファクチュアリング株式会社の鶴岡工場について、TDKに譲渡する旨の最終合意を発表[105][106]。
  - 6月28日 - 呉文精が社長に就任[107]。
  - 9月13日 - 米半導体大手インターシルの買収を発表[62]。
  - 11月2日 - 中期成長戦略を発表[63]。
- 2017年
  - 2月24日 - インターシルの買収を完了し、完全子会社化[64]。
  - 5月18日 - 株式会社産業革新機構と日本電気株式会社、株式会社日立製作所、三菱電機株式会社がそれぞれ保有するルネサス エレクトロニクスの株式の一部を売却することを発表[108]。本株式売却完了を受けて、2017年6月末時点では、産業革新機構のルネサス エレクトロニクス株式の保有割合は50.1％に低下。
  - 6月30日 - ルネサス セミコンダクタ マニュファクチュアリング株式会社の高知工場の2018年5月末閉鎖を発表[109]。
  - 7月1日 - ルネサス システムデザインを吸収合併[110]。
- 2018年
  - 1月1日 - 買収したインターシル（Intersil Corporation）がルネサス エレクトロニクスの米国販売会社のRenesas Electronics America Inc.などを吸収合併し、社名をRenesas Electronics America Inc.に変更して、運営開始[111]。
  - 4月3日 - 株式会社産業革新機構と日本電気株式会社、株式会社日立製作所がそれぞれ保有するルネサス エレクトロニクスの株式の一部を売却することを発表[112]。本株式売却完了を受けて、2018年6月末時点では、産業革新機構のルネサス エレクトロニクス株式の保有割合は33.4％に低下。
  - 5月31日 - ルネサス セミコンダクタ マニュファクチュアリング株式会社の高知工場を閉鎖[113]。
  - 6月1日 - ルネサス セミコンダクタ マニュファクチュアリング株式会社の山口工場および滋賀工場の一部（シリコンライン）について、今後2から3年を目処に工場閉鎖および集約することを発表[114]。
  - 9月11日 - 米アナログ半導体大手のIntegrated Device Technology, Incを買収することを発表[65]。
  - 10月28日 - 5月31日付で閉鎖した高知工場を丸三産業株式会社へ譲渡[115]。
  - 10月31日 - ルネサス セミコンダクタ パッケージ＆テストソリューションズを吸収合併[116]。
- 2019年
  - 3月25日 - IDT社買収に伴い、新組織体制を発表[117]。
  - 3月30日 - IDTの買収を完了し、完全子会社化[66]。
  - 7月1日 - 柴田英利が代表取締役社長兼CEOに就任[118]。
- 2020年
  - 1月1日 - 買収したIDT（Integrated Device Technology, Inc.）がルネサス エレクトロニクスの米国販売会社のRenesas Electronics America Inc.を吸収合併し、社名をRenesas Electronics America Inc.に変更して、運営開始[119]。
- 2021年
  - 3月19日 - 300mmウェハーを生産する那珂工場で火災。自動車組み立て工場が操業休止になる影響が出た[120]。
  - 4月17日 - 那珂工場の300ｍｍラインで生産再開[121]。
  - 8月31日 - バッテリー・パワーマネジメント、Wi-Fi、Bluetooth® Low Energy技術、インダストリアルエッジコンピューティングソリューションを提供する英国のアナログ半導体会社Dialog Semiconductor Plcの買収を完了[122]。
  - 12月20日 - Wi-FiソリューションプロバイダーであるCeleno Communicationsの買収を完了[123]。
- 2022年
  - 3月3日 - Tata Elxsi社と、電気自動車（EV）向けソリューションを開発する最先端の次世代EVイノベーションセンタ（Next Generation EV Innovation Center: NEVIC）を1月にバンガロールに設立した。また、同年6月、インドおよび新興市場向けのエレクトロニクスの進化を加速するために、ルネサスの半導体ソリューションの設計・開発・製造面において、いずれもTataグループ企業である、Tata Motors Ltd.およびTejas Networks Ltd.と戦略的な提携関係を締結した[124][125]。
  - 5月17日 - 300㎜ウェハ対応のパワー半導体生産ラインの強化のため、2014年に閉鎖した甲府工場に900億円規模の設備投資を行い、2024年にも再以稼することを発表[126]。
  - 7月20日 - 自動車、産業、民生機器に向けた非画像領域の高度なセンシングを実現し、高効率な組み込みAIや機械学習（TinyML: Tiny Machine Learning）ソリューションを提供するReality Analytics, Inc.の買収を完了[127]。
  - 9月26日 - EV（電気自動車）の技術開発および半導体の提供において、ベトナム初のグローバルEVメーカであるVinFastと協業を拡大することで合意した[128]。
  - 10月14日 - 4Dイメージングレーダ製品を提供するファブレス半導体企業Steradian Semiconductors Private Limitedの買収を完了[129]。
  - 12月12日 - Global Semiconductor Alliance（GSA）が選ぶ、2022年「Outstanding Asia-Pacific Semiconductor Company Award（最優秀アジア太平洋半導体企業賞、以下、本賞）」を受賞。
- 2023年
  - 2月9日 - 12月期連結決算で、売上・営業利益・当期利益全てにおいて過去最高値を達成[130]。
  - 6月2日 - 高性能ワイヤレス製品に特化したオーストリアのファブレス半導体企業Panthronics AGの買収を完了[131]。
  - 7月5日 - Wolfspeedと10年間のSiCウェハ供給契約を締結[132]。
  - 11月14日 - 産業革新機構の後継会社であるINCJは保有株式の全てを売却したと発表[9]。
- 2024年
  - 1月 - 日本電気と日立製作所が、それぞれ保有全株式を売却[133]。
  - 2月 - 三菱電機が保有全株式を売却[134]。
  - 6月20日 - GaN(窒化ガリウム)パワー半導体のグローバルリーダーであるTransphorm, Inc.の買収を完了[135]。
  - 8月1日 - 電子機器設計のグローバルリーダーであるAltium Limitedの買収を完了[136]。

## 主な製品

### 汎用マイコン
旧世代マイコンに関しては、2010年当時の主力マイコンであったSuperH（SHファミリ）を含め、多くがNECエレの統合直後より新世代マイコンに置き換えられ、一部はロチェスターエレクトロニクスに移管された。2021年現在、SuperHやH8などもまだ製造されているが、既にルネサスとしては「その他」の扱いであり、いずれ以下の新世代マイコンで置き換えられることが明言されている。なお、RL78ファミリの展開に伴ってR8Cのディスコンが明言され、RXファミリに移行した者も多いが、RX210などはR8Cファミリよりも早くディスコンになった。
- RL78ファミリは、汎用の8ビット/16ビットマイコンである。3社統合前の各社の8ビット/16ビットマイコン（NECの78K、三菱のR8C、日立のH8）を置き換える形で2010年に登場した。旧NECエレの78K0RをベースとしたZ80系の命令体型を持ち、低価格・高性能・低消費電力である。
- RXファミリは、車載以外の用途に向けた32ビットマイコンである。SuperHとR8C以外の日立と三菱のマイコンを全て置き換える形で2009年に登場した。ルネサス独自のCISCアーキテクチャで、32ビットなのに16ビット級の低価格を武器に、240MHz動作の「RX700」をフラッグシップとして、家電や産業用機器を中心として展開している。リリース直後に東日本大震災と経営危機に見舞われて開発がストップし、攻めた価格設定（産業機器に対して8/16ビットからの移行を促すため、かなり安い）のわりに弱気な展開になることもあり、RXでカバーできないような高度な処理に対してはV850とSuperHをお勧めしていたが、RXファミリもリリース後10年を経た頃にはSHなどの旧世代マイコンを置き換え、経営の柱となった[137]。
- RZファミリは、ARMのCortex-Aコアを採用した 64ビット/32ビットマイコンで、2013年に発表された。RXファミリでカバーできないようなハイエンドな産業機器向けのマイコンである。
  - RZ/Fiveは、RZファミリでCortex-Aコアに代わってRISC-Vコアを搭載したもので、2022年に発表された。
- RAファミリは、ARMのCortex-Mコアを採用した32ビットマイコンで、2019年に発表された。RAファミリは性能よりも顧客の扱いやすさを重視したマイコンである。

### 車載マイコン
- RL78/Fシリーズは、2011年に発表された、RL78ファミリの車載向け製品である。低消費電力とラインナップの広さに加え、低価格で、ローエンド車載にもARMを採用している競合他社に対して市場競争力が高い。
- RH850ファミリは、車載向けの32ビットマイコンである。3社統合前の各社の32ビットマイコン（NECのV850、日立のSH）を置き換える形で2012年に登場した。NECのV850コアを引き継いだもので、高性能・高機能である。次世代の「スマートカー」向け車載としても、「R-Car」プラットホームの一部を為す。
- レガシー半導体（旧世代の半導体）にこだわるあまりにARMの時代に乗り遅れ、2010年代に経営悪化するに至った反省から、2019年に「RAファミリ」を発表しARMマイコン市場に本格参入して以降、2022年には競合他社に先駆けてRISC-Vコアを採用したマイコン「RZ/Five」を発表[138]するなど、機敏な動きがある。

### SoC
- R-Carは、ARMコアに様々な周辺機能を搭載したSoCである。元々はカーナビなどのIVI（in-vehicle infotainment）向けとして、SH-Naviや旧NECエレのEMMA CARを置き換える形で2011年に登場したが、車載システムの高度化に従ってファミリが拡大した。2022年現在のR-Carプラットホームは、2025年から2030年ごろに普及期を迎えると想定されるレベル2～3のADAS／自動運転システムに対応した「スマートカー」向けの次世代SoCとして、「R-Car V4H」の開発を行っている。

### Gadget Renesas
2021年現在、ルネサスの製品の用途はほぼ全て組込用であり、リテール（小売）市場にはほとんど流通していないが、一般ユーザー向けのリテール市場を活性化するため、2012年4月に「がじぇっとるねさすプロジェクト」（通称「がじぇるね」）がスタートしており、一般小売向けを全く意識していないわけでは無い。2010年頃からのメイカーズムーブメントに乗る形で、ガジェット（小型電子機器）の製作に興味がある初心者から玄人に向けて、ルネサスのマイコンを使った電子工作ボードや開発環境を提供する、「アイデアとエレクトロニクスをつなげるプロジェクト」である。若松通商や秋月電子通商などと協力し、Arduinoとピン互換性があるルネサスの国産マイコンボードが実店舗でも通販サイトでも販売中で、公式コミュニティサイトの「がじぇっとるねさすコミュニティ」でサポートも行っている。女子大生が扱うことを念頭に置いて、ピンク色のマイコンボードを提供しており、オンラインの開発ツールを使うことで、初心者でも10分でLEDをチカチカさせることができるとのこと。

## 関係会社

### 設計・応用技術
- ルネサス エンジニアリングサービス
- アルティアム（英語版）

### 製造
- ルネサス セミコンダクタ マニュファクチュアリング

## テレビ番組
- 日経スペシャル ガイアの夜明け 技術立国ニッポンの決断 〜日の丸メモリー 最後の反撃〜（2003年7月22日、テレビ東京）[141]。